# Villafranca (Segovia)
Villafranca es una localidad perteneciente al municipio de Condado de Castilnovo (capital del mismo), en la provincia de Segovia, comunidad autónoma de Castilla y León, España. En 2018 contaba con 60 habitantes.

## Historia
El territorio es repoblado durante la reconquista por la Comunidad de Villa y Tierra de Sepúlveda, quedando encuadrado el pueblo dentro del Ochavo de Prádena.

## Demografía
| 53            | 50 | 64 | 66 | 56 | 60 | 52 | 46 | 66 | 60 | 53 | 51 | 45 |
| (Fuente: INE) |    |    |    |    |    |    |    |    |    |    |    |    |